# Struktura (programowanie)
Struktura lub rekord — to złożony typ danych występujący w wielu językach programowania, grupujący logicznie powiązane ze sobą dane różnego typu w jednym obszarze pamięci. Składowe struktury — pola — są etykietowane, tj. mają swoje unikatowe nazwy; poprzez podanie nazwy otrzymuje się dostęp do danego pola.
Struktury są powszechnie stosowane w programowaniu, pozwalają bowiem w przejrzysty sposób opisywać złożone obiekty. Przykładem struktury może być informacja o książce, której pola będą zawierały: imię i nazwisko autora (typ łańcuchowy), tytuł (typ łańcuchowy), rok wydania (liczba całkowita), liczba stron (liczba całkowita), nazwa wydawnictwa, numer ISBN itp.
W językach z silną typizacją, zanim zostanie stworzona zmienna typu rekordowego, musi zostać zdefiniowany odpowiedni typ opisujący strukturę rekordu; takie typy nazywa się typami rekordowymi lub po prostu rekordami.
Podobną strukturą danych są krotki, w których pola nie są identyfikowane nazwą, lecz indeksem. W odróżnieniu jednak od krotek, dopuszcza się modyfikację pól struktury.

## Struktura wjęzyku C
```
 
/* deklaracja */

 
struct
 
miasto

 
{

     
long
 
ludnosc
;

     
char
*
 
rzeka
;

 
};

 
/* definicja */

 
struct
 
miasto
 
Poznan
;

 
Poznan
.
ludnosc
 
=
 
550000
;

 
Poznan
.
rzeka
 
=
 
(
char
*
)
malloc
(
sizeof
(
char
)
*
6
);

 
strncpy
(
Poznan
.
rzeka
,
 
"Warta
\0
"
,
 
6
);

```

Struktury w C mogą zawierać także pola zajmujące mniej niż 1 bajt. Aby zadeklarować takie pole, należy podać po dwukropku liczbę bitów.
```
 
struct
 
liczba
 
{

     
unsigned
 
int
 
mlodszy_bajt
 
:
8
;

     
unsigned
 
int
 
starszy_bajt
 
:
7
;

     
unsigned
 
int
 
znak
 
:
1
;

 
};

```

Pola bitowe mogą mieć typ int lub unsigned int. W tym pierwszym wypadku najstarszy bit będzie przeznaczony na znak danego pola.

### Wyrównanie pól struktury
W języku C (a także C++) rozmiar struktury może być większy niż suma rozmiarów poszczególnych pól struktury. Wynika to z umieszczania przez kompilator pól pod adresami wyrównanymi do granicy słowa maszynowego (zwykle 2, 4 lub 8 bajtów), co zapewnia szybszy dostęp przez mikroprocesor, ale jednocześnie utrudnia przekazywanie (np. przez sieć) lub zapis takich struktur.
Na przykład przyjmując wyrównanie do granicy 4 bajtów, poniższa struktura nie będzie zajmowała 5, lecz 8 bajtów:
```
struct
 
{

	
char
 
a
;
          
/* sizeof(a) = 1 */

	
int
  
b
;
          
/* sizeof(b) = 4 */

}
 
S
;
                     
/* sizeof(S) = 8 */

```

Wyrównanie można rozumieć jako dodatkowe pola, niedostępne dla programisty:
```
struct
 
{

	
char
 
a
;

	
char
 
[
3
];
        
/* wyrównanie */

	
int
  
b
;

}
 
S
;

```

Czasami wyrównanie pól struktury jest niepożądane, większość kompilatorów umożliwia programiście zmianę lub wyłączenie poprzez dyrektywę #pragma pack, np.:
```
#pragma pack(push)       
/* zapamiętaj bieżącą wartość wyrównania */

#pragma pack(1)          
/* brak wyrównania */

struct
 
{

	
char
 
a
;
          
/* sizeof(a) = 1 */

	
int
  
b
;
          
/* sizeof(b) = 4 */

}
 
S
;
                     
/* sizeof(S) = 5 */

#pragma pack(pop)

```

Zobacz też: unia

## Struktura wjęzyku C++
Struktury w C++ są deklarowane tak jak w C, jednak oprócz pól mogą zawierać także funkcje (tzw. metody) i mogą dziedziczyć z innych klas i struktur.
Struktura różni się w C++ od klasy wyłącznie domniemanym zakresem widoczności jej pól i metod — dla klasy jest to private a dla struktur public. Używanie struktur zamiast klas nie jest jednak dobrą praktyką programowania, gdyż zaciemnia budowę programu. Inną odmianą struktury stosowaną w celu optymalizacji kodu jest unia.
```
 
/* deklaracja */

 
struct
 
miasto
 
{

     
long
 
ludnosc
;

     
char
*
 
rzeka
;

     
miasto
(
long
 
ludnosc
,
char
 
*
rzeka
)
:
 
/*konstruktor*/

     
ludnosc
(
ludnosc
),
 
rzeka
(
strdup
(
rzeka
))
 
{};

     
inline
 
char
*
 
wez_rzeke
()
 
{
return
 
rzeka
};

     
~
miasto
()
 
{
free
(
 
(
void
*
)
rzeka
 
);}
 
/*destruktor*/

 
};

```

## Struktura wMatlabie
```
 
% definicja

 
Poznan
.
ludnosc
 
=
 
550000

 
Poznan
.
rzeka
 
=
 
'Warta'

```

## Struktura w językuFortran 90/95
```
 
! deklaracja

 
TYPE
::
miasto

   
INTEGER
(
KIND
=
4
)
::
ludnosc

   
CHARACTER
(
20
)
::
rzeka

 
END TYPE 
miasto

 
! definicja

 
TYPE
(
miasto
)
::
Poznan

 
Poznan
%
ludnosc
 
=
 
550000

 
Poznan
%
rzeka
 
=
 
'Warta'

 
! albo

 
Poznan
 
=
 
miasto
(
550000
,
'Warta'
)

```

## Struktura wPascalu
```
 
{deklaracja}

 
TYPE
 
miasto
 
=
 
RECORD

     
ludnosc
 
:
 
longint
;

     
rzeka
   
:
 
array
[
1
..
20
]
 
of
 
char
;

 
END
;

 
{definicja}

 
VAR
 
Poznan
:
 
miasto
;

 
Poznan
.
ludnosc
 
:=
 
550000
;

 
Poznan
.
rzeka
 
:=
 
'Warta'
;

```

## Struktura wPL/1
W języku PL/1 deklaracja struktury zawiera wprost podany przez programistę poziom zagłębienia w hierarchii struktury w postaci liczby całkowitej umieszczonej przed nazwą pola. Struktury na poziomie 1 to niezależne od siebie obiekty programowe, natomiast każdy kolejny poziom deklaruje pola lub kolejne podstruktury zawarte w strukturze nadrzędnej. Zdefiniowana hierarchia struktury może być użyta w innej deklaracji dzięki użyciu frazy LIKE, kopiującej zdefiniowaną strukturę.
```
  dcl
  1 miasto,
    2 ludnosc fixed dec(7,0),
    2 rzeka char(20);
  ...
  miasto.ludnosc=550000;
  miasto.rzeka='Warta';

```

## Struktura wSML-u
```
(* deklaracja typu rekordu (struktury) *)
type miasto = {
       ludnosc : int,
       nazwa   : string,
       rzeka   : string
};

(* utworzenie zmiennej *)
val Poznan = {nazwa="Poznań", rzeka="Warta", ludnosc=550000};

(* pobranie tylko jednego pola (wygodne przy przypisywaniu większej liczby pól niż jedno)
   można podać albo nazwę zmiennej ('Ludnosc_zmiennej'),
   albo przyjmowana jest nazwa taka sama nazwa jak pola ('rzeka') *)
val {ludnosc = Ludnosc_Poznania, rzeka, ...} = Poznan;

(* pobranie tylko jednego pola *)
val Ludnosc_Poznania = #ludnosc Poznan;

```